# チェルチェマッジョーレ
チェルチェマッジョーレ（イタリア語: Cercemaggiore）は、イタリア共和国モリーゼ州カンポバッソ県にある、人口約3,700人の基礎自治体（コムーネ）。

## 地理

### 位置・広がり

#### 隣接コムーネ
隣接するコムーネは以下の通り。括弧内のBNはベネヴェント県所属を示す。
- カステルパガーノ (BN)
- チェルチェピッコラ
- ジルドーネ
- イェルシ
- ミラベッロ・サンニーティコ
- モルコーネ (BN)
- リッチャ
- サンタ・クローチェ・デル・サンニオ (BN)
- セピーノ